# Czeczewo (województwo kujawsko-pomorskie)
Czeczewo – wieś w Polsce, położona w województwie kujawsko-pomorskim, w powiecie grudziądzkim, w gminie Radzyń Chełmiński.

## Podział administracyjny
| SIMC    | Nazwa     | Rodzaj                  |
| ------- | --------- | ----------------------- |
| 0848641 | Wymysłowo | część wsi przed 2025 r. |

W latach 1975–1998 miejscowość administracyjnie należała do województwa toruńskiego.

## Drogi wojewódzkie
Przez wieś przechodzi droga wojewódzka nr 543.

## Historia
Wieś występuje w dokumentach jako niem. Schötzau, Schetzau, Czeczaw, powstała w XIV wieku. Według rejestru czynszów Radzynia Chełmińskiego z 1414 r. liczyła 21 włók. W 1435 r. 7 włók było wolnych od czynszu (należały do sołtysa i być może proboszcza). W 1414 r. w wyniku działań wojennych zniszczeniu uległo jedno gospodarstwo, a straty oszacowano na 100 grzywien. Wielki mistrz krzyżacki Paul von Russdorf w 1427 r. nadał sołectwo Kunzowi Gerhardowi, a następnie w 1432 r. szlachcicowi Wojciechowi z Konojad. W 1438 r. Czeczewo było własnością zakonu krzyżackiego. W 1590 r. wieś była własnością królewską. W 1667 r. Czeczewo należało w połowie do starostwa radzyńskiego, a w połowie do Piotra Czapskiego.
Według relacji Goldbecka z 1789 r. wieś była królewskim folwarkiem o 9 domach. We wsi znajdowała się karczma. Od 1838 r. wieś dzierżawił Rostocki. Od 1865 r. zmieniono nazwę wsi na Schötzau, miało ono powierzchnię 334,7 ha i zamieszkiwało ją 225 mieszkańców. W 2. połowie XIX wieku wieś przeszła w dzierżawę rodziny Trittelów, a na początku XX wieku w ręce Pawła Kumma, ten z kolei sprzedał swoje dobra w 1920 Kazimierzowi Rozwadowskiemu.

## Demografia
W 1865 r. zamieszkiwało ją 225 mieszkańców. W 1944 r. Czeczewo zamieszkiwały 183 osoby, zaś w 2000 – 301. Sołectwo w roku 2007 miało powierzchnię 748 ha, zamieszkiwało je 410 osób. Według Narodowego Spisu Powszechnego (III 2011 r.) wieś liczyła 380 mieszkańców. Jest drugą co do wielkości miejscowością gminy Radzyń Chełmiński.